# Csepreghy Jenő
Csepreghy Jenő (John Shepridge) (Budapest, 1912. január 29. – Maribell, 1978. május 6.) filmrendező. Testvére, Csepreghy Béla (1907-1952) szintén filmrendező volt.

## Életpályája
Érettségi után a Budapesti Műszaki és Gazdaságtudományi Egyetem hallgatója volt. 1934-ben a filmgyár rendezőasszisztense, majd vágója, később művészeti ügyvezető lett. 1937-től rendezett. 1939-ben testvérével létrehozta a Csepreghy Filmforgalmi és Kereskedelmi Rt.-t. 1940-ben Portugáliába költözött, majd az USA-ban telepedett le.

## Filmjei
- Családi pótlék (1937)
- Édes a bosszú (1937)
- Uz Bence (1938)
- Szegény gazdagok (1938)
- Magyar feltámadás (1939)
- Zúgnak a szirénák (1939)
- Pénz beszél (1940)
- Othello, a velencei mór tragédiája (1952)